# Jiří Liška (pediatr)
Jiří Liška (13. března 1944 Dolní Bělá – 11. března 2022) byl český pediatr a politik.

## Profesní dráha
Po vystudování plzeňského gymnázia absolvoval Lékařskou fakultu v Plzni University Karlovy. V roce 1967 nastoupil na dětské oddělení nemocnice v Klatovech, v letech 1970 až 1971 pediatr v Železné Rudě na Šumavě, poté pracoval na plzeňské poliklinice. V roce 1991 se stal vedoucím lůžkového oddělení v Mulačově nemocnici a mezi lety 1997 a 2017 byl primářem novorozeneckého oddělení a odd. odborných ordinací. V roce 1995 obhájil na 1. lékařské fakultě Univerzity Karlovy disertační práci a obdržel titul kandidáta věd. Od stejného roku byl také odborným zástupcem České lékařské společnosti v oboru pediatrie.
V roce 2017 mu bylo na Lékařské fakultě v Hradci Králové Univerzity Karlovy pozastaveno habilitační řízení, stejně tak v roce 2019.
Od roku 2002 přednášel na Fakultě zdravotnických studií Západočeské univerzity v Plzni a byl zařazen v rámci Katedry rehabilitačních oborů, kde přednášel pediatrii.

## Politická kariéra

### Komunální politika
V roce 1998 kandidoval na sedmém místě do plzeňského městského zastupitelstva na kandidátce ČSSD. Obdržel 12 205 hlasů a stal se tak zastupitelem. Mandát obhájil i ve volbách roku 2002 a 2006. V komunálních volbách 2010 kandidoval ze 17. místa kandidátky; ČSSD získalo 14 mandátů a Liška se tak stal 3. náhradníkem. V komunálních volbách 2018 kandidoval opět na kandidátce sociální demokracie na 34. místě; ČSSD získala 3 mandáty a zastupitelem se tak nestal.

### Senát
Při senátních volbách v roce 2014 byl, spolu se svým kolegou Václavem Šimánkem, adeptem na kandidáta ČSSD v senátním obvodu č. 9 Plzeň-město. Pražské stranické vedení se však přiklonilo k Šimánkovi, který se stal kandidátem na senátora (dostal se do druhého kola, kde ho však porazil občanský demokrat Lumír Aschenbrenner). V senátních volbách 2020 kandidoval za ČSSD v témž senátním obvodu. Se ziskem 10,00 % hlasů skončil na 4. místě a do druhého kola nepostoupil.